# Tung Fang-cso
Tung Fang-cso (pinjin: Dǒng Fāngzhuó, kínaiul: 董方卓) (1985. február 23. –, Talien) kínai labdarúgó. 2014-es visszavonulása előtt megfordult több európai csapatban is, többek között a Manchester United színeiben is játszott.

## Pályafutása
Dong 2004 januárjában igazolt a Talien Sitö csapatától a Manchester Unitedhez 500 000 fontért, ami 3 500 000-re is emelkedhet attól függően, hogy mennyi lehetőséget kap. Nem kapta meg a munkavállalási engedélyt az Egyesült Királyságban, így leigazolása után nem játszhatott a Unitedben, ezért Belgiumba, a Royal Antwerphez (a Vörös Ördögök fiókcsapata) került kölcsönben.
2006 decemberében végre megkapta a munkavállalási engedélyét, szinte napra pontosan egy évvel később bemutatkozhatott a UEFA-bajnokok ligájában, amikor az AS Roma ellen csereként beállt Wayne Rooney helyére.
2008 augusztusában visszatért Kínába, és a Dalian Haichang együttesében folytatta pályafutását.